# Верещагин, Леонид Эмильевич
Леони́д Эми́льевич Вереща́гин (род. 25 августа 1953, Москва, СССР) — советский и российский кинофункционер, директор фильмов и продюсер. Лауреат трёх Государственных премий Российской Федерации (1996, 2000, 2014). Генеральный директор кинокомпании «Студия ТриТэ». Председатель экспертного совета Фонда Кино, секретарь Союза кинематографистов России, член президиума Национальной Академии кинематографических искусств и наук России.

## Биография
Родился 25 августа 1953 в Москве.
В 1975 году окончил Московский электротехнический институт связи.
В 1975—1981 годах — работал во ВНИИ Электроэнергетики.
В 1982—1988 годах работал на студии «Мосфильм». Заместитель директора в картинах: «Вокзал для двоих», «Хор мальчиков», «Жестокий романс», «Мэри Поппинс, до свидания», «Имре Кальман»; директор фильмов: «Забытая мелодия для флейты», «Дорогая Елена Сергеевна», «Бомж», «Золотая шпага». В 1988—1991 годах — линейный продюсер в ряде картин итальянских и американских киностудий. В 1992 году выступил одним из линейных продюсеров телефильма «Сталин».
Работает в кинокомпании «Студия ТриТэ» Никиты Михалкова с момента её основания в 1987 году, с 1990 года — генеральный директор, одновременно являясь продюсером всех её фильмов.
С 1990 года — член, с 1998 года — секретарь Союза кинематографистов России. С 2002 года — член президиума Национальной Академии кинематографических искусств и наук России.
В мае 2017 года стал совладельцем анимационной студии «Меркатор Анимэйшн» (совместно с Никитой Михалковым, Юлией Николаевой и Александром Митрошенковым). Студия занимается производством мультсериалов «Супер Ралли» и «Дядя Стёпа и друзья», вышедших на телеканале «Карусель» в 2020 году.
Двое детей — Вадим (1983 г.) и Павел (1987 г.).
В 2024 году вошёл в Совет при президенте Российской Федерации по культуре и искусству.

## Награды
- Премия Европейской киноакадемии «Феликс» в номинации «Лучший фильм Европы» за х/ф «Урга — территория любви» — 1993 г.
- Премия «Золотой лев» и приз «зрительских симпатий» Международного кинофестиваля в Венеции за х/ф «Урга» — 1991 г.
- Гран-при Международного Кинофестиваля в Каннах за х/ф «Утомлённые солнцем» — 1994 г.
- Государственная премия РФ в области литературы и искусства за х/ф «Утомлённые солнцем» — 1996 г.
- Государственная премия РФ в области литературы и искусства за х/ф «Сибирский цирюльник» — 1999 г.
- Государственная премия РФ в области литературы и искусства за х/ф «Легенда № 17» — 2014 г.
- Специальная премия Motion Picture Association (MPA) «За выдающиеся достижения в развитии кинопроизводства в России» — 1999 г.
- Премия Национальной академии кинематографических искусств и наук России «Золотой орёл» лучшему продюсеру в номинации «Лучший фильм года» за х/ф «72 метра» — 2005 г.
- Премия V МКФ продюсерского кино России и Украины «Кино-Ялта» в номинации «Лучший продюсерский проект года» за х/ф «Статский советник» — 2005 г.
- Премия «Лучший кинопродюсер года» по итогам IX профессиональной премии в области кинопроизводства «Блокбастер» — 2005 г.
- Специальный «Золотой лев» за х/ф «12» Международного кинофестиваля в Венеции — 2007
- Премия Национальной академии кинематографических искусств и наук России «Золотой орёл» в номинации «Лучший фильм года» за х/ф «12» — 2008 г.
- Премия Национальной академии кинематографических искусств и наук России «Золотой орёл» в номинации «Лучший фильм года» за х/ф «Легенда № 17» — 2014 г.
- Премия «GQ Человек года 2015» в номинации «Продюсер года» за фильм «Легенда № 17»
- Премия «GQ Человек года 2016» в номинации «Продюсер года»[4] за фильм «Экипаж»
- Премия Правительства Российской Федерации в области культуры (2 марта 2020 года) — за фильм «Движение вверх»[5]